# Lucio Lemmo

Bischofswappen von Lucio Lemmo

Lucio Lemmo (* 23. Mai 1946 in Neapel) ist ein italienischer römisch-katholischer Geistlicher und emeritierter Weihbischof in Neapel.

## Leben
Lucio Lemmo empfing am 18. Juli 1973 das Sakrament der Priesterweihe.
Am 9. Januar 2010 ernannte ihn Papst Benedikt XVI. zum Titularbischof von Turres Ammeniae und bestellte ihn zum Weihbischof in Neapel. Der Erzbischof von Neapel, Crescenzio Kardinal Sepe, spendete ihm am 11. Februar desselben Jahres die Bischofsweihe; Mitkonsekratoren waren der Apostolische Nuntius in Italien, Erzbischof Giuseppe Bertello, und der Weihbischof in Neapel, Antonio Di Donna.
Papst Franziskus nahm am 27. September 2021 das von Lucio Lemmo aus Altersgründen vorgebrachte Rücktrittsgesuch an.